# SSD Acireale Calcio 1946
Società Sportiva Dilettantistica Acireale Calcio 1946 is een Italiaanse voetbalclub uit Acireale. De club werd opgericht in 1946. De thuiswedstrijden worden in het Stadio Tupparello gespeeld, dat plaats biedt aan 6.800 toeschouwers. De clubkleuren zijn bruin-wit.

## Bekende (oud-)spelers
- Paolo Orlandoni